# Аббе-Дешам
«Аббе-Дешам» (фр. Stade de l'Abbé-Deschamps) — футбольный стадион в Осере, Франция. Единственный стадион во Франции, принадлежащий клубу[уточнить].
Первая официальная игра на поляне у дороги Рут-де-Во недалеко от реки Йонна состоялась 5 ноября 1905 года. Вскоре территория была взята в аренду аббатом Дешамом, основателем клуба Jeuness Auxerroise. 13 октября 1918 года был открыт стадион «Рут-де-Во». После смерти аббата в 1949 году стадион получил современное название.
«Аббе-Дешам» постоянно достраивался, последняя реконструкция прошла в 1994 году. Сегодня это современный, футбольный (без легкоатлетических дорожек) стадион с четырьмя крытыми трибунами с пластиковыми сиденьями и освещением. Вместимость — 24493 зрителя.
Сборная Франции по футболу дважды проводила свои игры на стадионе «Аббе-Дешам» и одержала две победы, в 1995 году был побеждён Азербайджан (10:0), а в 2007 году — Грузия (1:0).
Рекорд посещаемости — 22500 зрителей, пришедших 18 мая 1996 года на игру с Нантом.

## Галерея

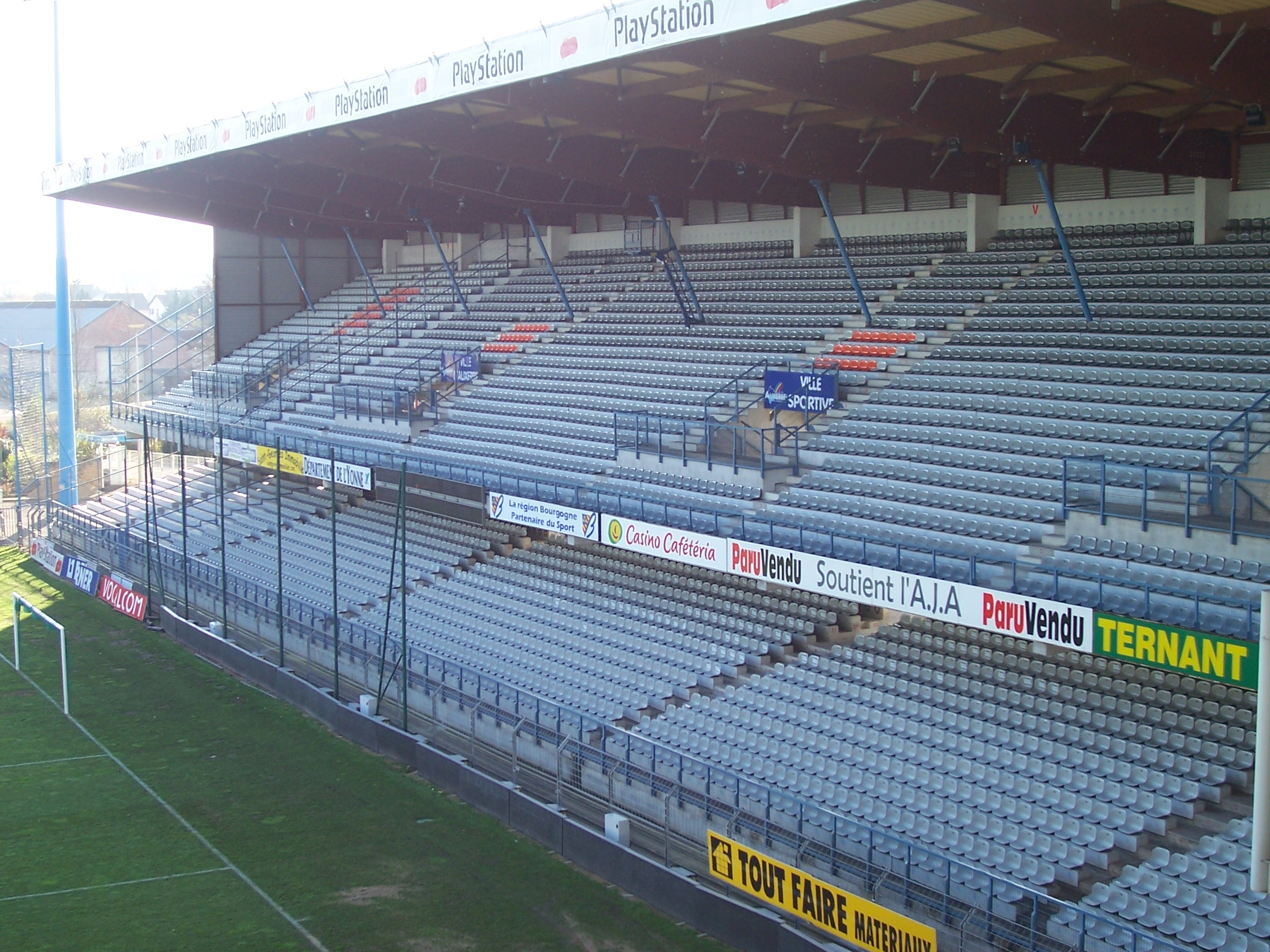
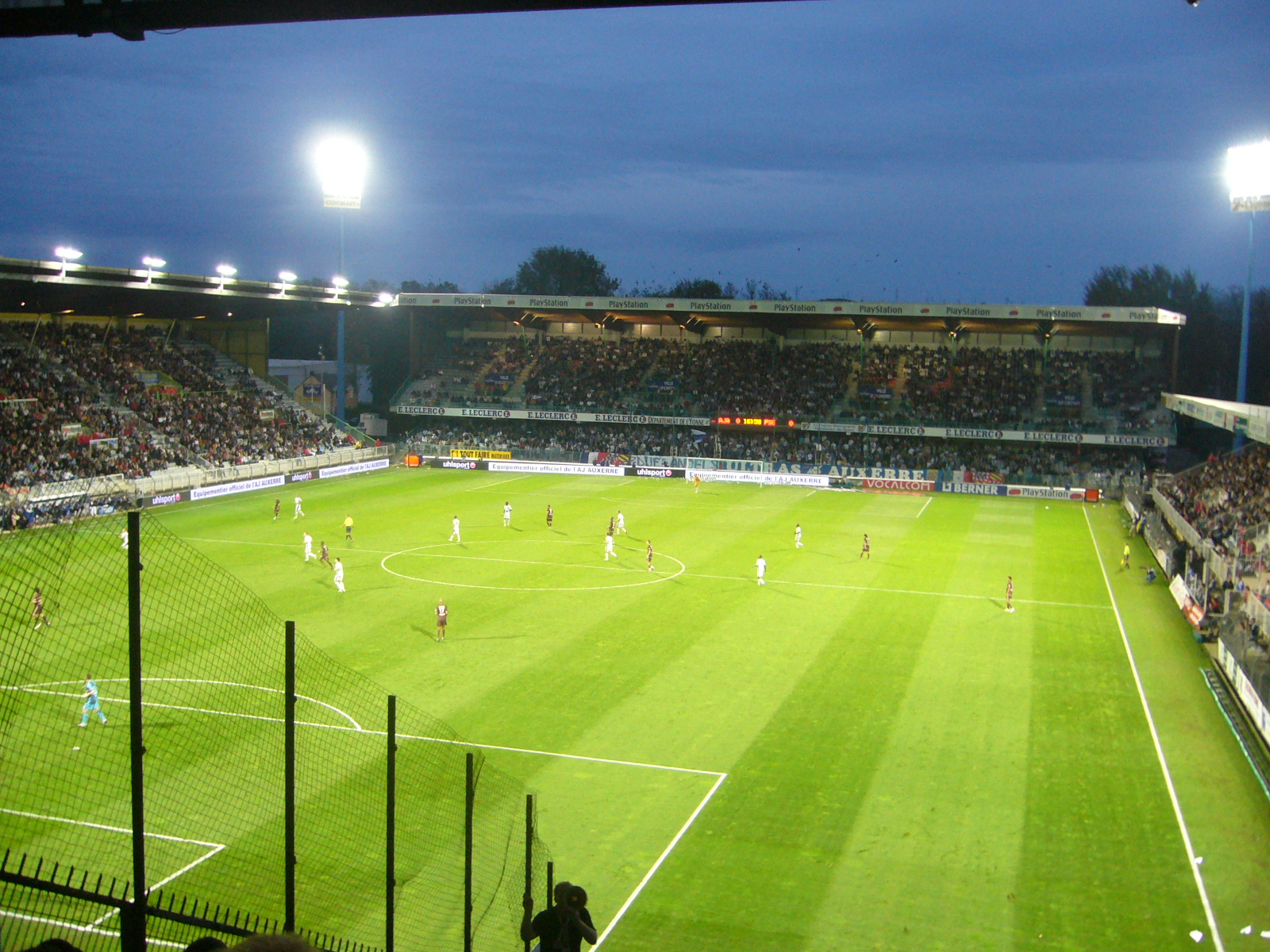
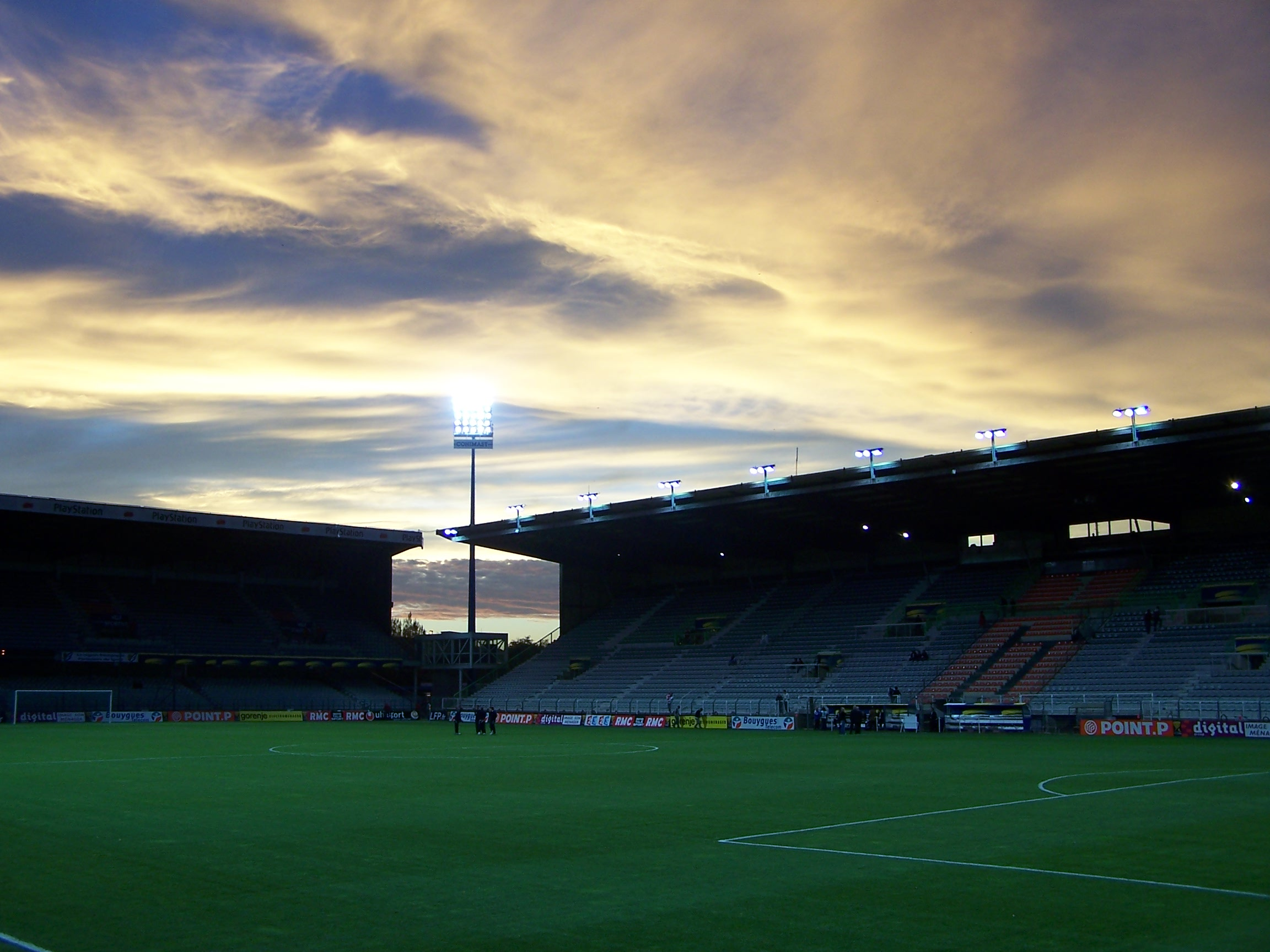
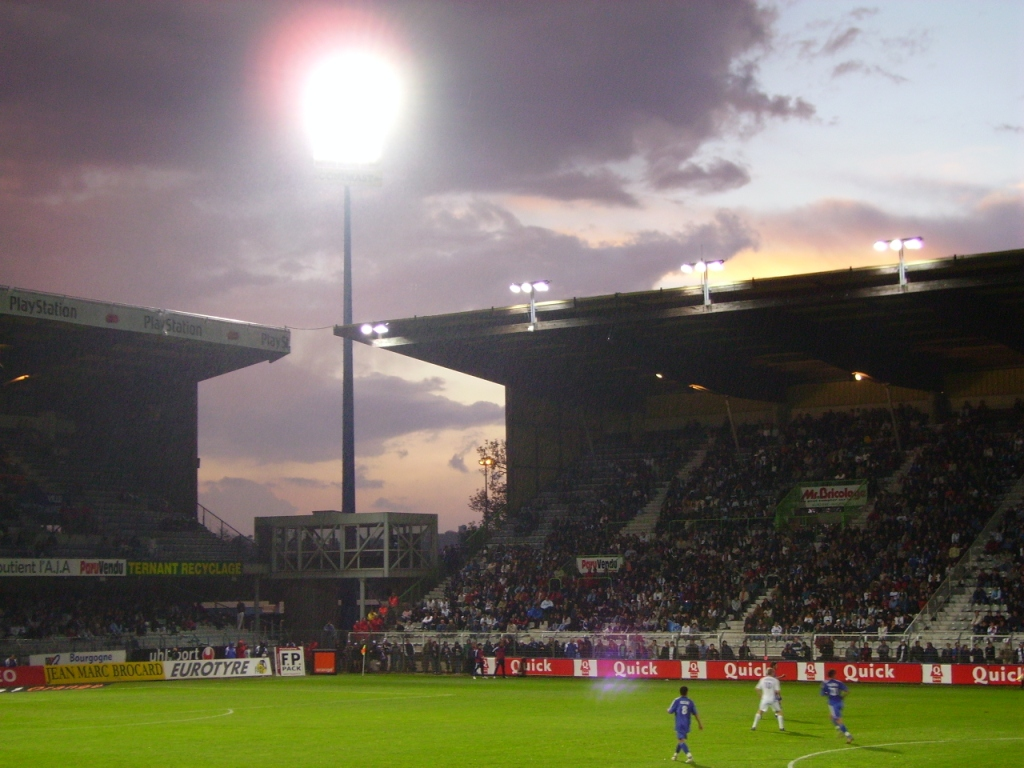